# مریم معصومی
مریم معصومی (زادهٔ ۲۴ اسفند ۱۳۶۵) بازیگر ایرانی است.

## زندگی‌نامه
مریم معصومی زاده ۲۴ اسفند ۱۳۶۵ در تهران است. او دانش‌آموخته دوره بازیگری و کارگردانی در آکادمی حمید سمندریان است و همچنین دوره رشته عکاسی و فیلم‌نامه‌نویسی را گذرانده‌است.  البته به ورزش هم علاقه‌مند بوده و همراه هنر در ورزش موتورسواری نیز فعالیت می‌کند.

## بسته شدن اینستاگرام
در ۵ آذر ۱۴۰۲ صفحه اینستاگرام مریم معصومی به دلیل «استفاده از تصاویری با پوشش نامتعارف» از سوی قوه قضائیه بسته شد.

## آثار

### سینمایی
| سال  | نام             | کارگردان       | نقش         |
| ---- | --------------- | -------------- | ----------- |
| ۱۳۹۷ | آپاچی           | آرش معیریان    |             |
| ۱۳۹۷ | هزارتو          | امیرحسین ترابی | دوست نریمان |
| ۱۳۹۶ | ترانه           | مهدی صاحبی     | آزیتا       |
| ۱۳۹۶ | خالتور          | آرش معیریان    | ساناز       |
| ۱۳۹۵ | عروسکخانه       | حجت‌الله رئیسی  | پرستو       |
| ۱۳۹۱ | پس‌کوچه‌های شمرون | کامران قدکچیان |             |
| ۱۳۸۹ | اخلاقتو خوب کن  | مسعود اطیابی   | خواهر عقیل  |

### تلویزیونی
| سال  | نام                 | کارگردان                  | نقش       |
| ---- | ------------------- | ------------------------- | --------- |
| ۱۳۹۶ | تعطیلات رؤیایی      | علیرضا امینی              | رویا      |
| ۱۳۹۶ | نفس شیرین           | سیامک خواجه وند           |           |
| ۱۳۹۵ | مرز خوشبختی         | حسین سهیلی‌زاده            | بهار زهدی |
| ۱۳۹۳ | خانواده آقای پریشان | حسین قناعت                |           |
| ۱۳۹۳ | همه‌چیز آنجاست       | شهرام شاه‌حسینی            | سمانه     |
| ۱۳۹۳ | سی و نه هفته        | مرتضی احمدی هرندی         | عاطفه     |
| ۱۳۹۱ | پیدا و پنهان        | آرش معیریانشهرام شاه‌حسینی | مریم      |
| ۱۳۹۰ | سه دونگ، سه دونگ    | شاهد احمدلو               | منصوره    |
| ۱۳۸۹ | فاصله‌ها             | حسین سهیلی‌زاده            | مونا      |

### نمایش خانگی
| سال  | نام     | کارگردان   | نقش  |
| ---- | ------- | ---------- | ---- |
| ۱۳۹۷ | ریکاوری | بهادر اسدی | طناز |

### تله‌فیلم
| سال  | نام            | کارگردان    | نقش |
| ---- | -------------- | ----------- | --- |
| ۱۳۹۵ | تصمیم منطقی    | وحید حسینی  |     |
| ۱۳۹۲ | سال تحویل      | حسین قناعت  |     |
| ۱۳۹۰ | قصه سیمین      | رضا کمالی   |     |
| ۱۳۸۸ | کادوی در به در | یوسف تیموری |     |

### تئاتر
| سال  | نام             | کارگردان          | نقش |
| ---- | --------------- | ----------------- | --- |
| ۱۳۹۷ | وقایع اتفاقیه   | شهرام عبدلی       |     |
| ۱۳۹۷ | مرگ فیدل        | آرش سنجابی        |     |
| ۱۳۹۶ | خنکای ختم خاطره | پوریا جلال وندی   |     |
| ۱۳۹۶ | چلچلا           | عباس عبدالله زاده |     |